# Riff-Piraten
Riff-Piraten (Alternativtitel: Die Taverne von Jamaika, Originaltitel: Jamaica Inn) ist ein Abenteuerfilm des Regisseurs Alfred Hitchcock aus dem Jahr 1939. Es war sein letzter britischer Film vor dem Beginn der Zusammenarbeit mit David O. Selznick in den Vereinigten Staaten. Gedreht wurde er nach dem Roman Gasthaus Jamaica („Jamaica Inn“, 1936) von Daphne du Maurier in den Elstree Studios nahe London.
In der Nähe von Bolventor in  der englischen Grafschaft Cornwall gibt es eine Taverne mit dem Namen Jamaica Inn, die als historische Vorlage für du Mauriers Roman gilt. Sie ist heute touristisch ausgebaut.

## Handlung
Im Jahr 1819 reist die irische Waise Mary in die englische Grafschaft Cornwall. Sie sucht ihre Tante Mildred und deren Ehemann Joss auf, um nach dem Tod ihrer Mutter bei dem Ehepaar zu leben, das Eigentümer der verrufenen Gastwirtschaft Jamaica Inn ist. Mary findet bald heraus, dass ihr Onkel eine Bande von Strandräubern anführt, die Schiffe durch gefälschte Leuchtfeuer auf die Klippen lockt und ausraubt. Der Drahtzieher hinter Onkel Joss ist der Friedensrichter Sir Humphrey Pengallan, was keiner der sonstigen Beteiligten weiß. Pengallan führt ein Doppelleben als eitler, herrischer, zuweilen jedoch auch großmütiger Lehnsherr und Richter einerseits und als heimlicher Anführer der Strandpiraten andererseits.
Mary bewahrt das Bandenmitglied James Trehearne davor, von der Bande gelyncht zu werden. Trehearne ist in Wahrheit jedoch ein Regierungsagent mit dem Auftrag, die Hintermänner der Überfälle zu finden. Er wendet sich ausgerechnet an Pengallan, um Hilfe zu erbitten. Als Mary von der Identität Trehearnes erfährt, stellt sie sich auf die Seite ihrer Tante und warnt diese. Mildred wiederum hält trotz allem zu Joss, den sie über alles liebt. Dann überstürzen sich die Ereignisse: Mary verhindert einen weiteren Überfall auf ein Schiff, Joss rettet Mary vor der Bande, die Bande trifft Joss bei der Flucht tödlich, Pengallan erschießt Tante Mildred und entführt Mary auf ein Schiff, um nach Frankreich zu fliehen. Im Kampf mit der in letzter Minute anrückenden Armee stürzt sich Pengallan vom Mast des Schiffes. Am Ende sind Trehearne und Mary in Liebe vereint.

## Hintergrund
Der Film basiert auf dem Roman Gasthaus Jamaika von Daphne du Maurier. Das Drehbuch schrieben Sidney Gilliat und Hitchcocks Assistentin Joan Harrison. Eine der Hauptrollen spielte Charles Laughton, der an der Produktion des Filmes mit seiner eigenen Firma beteiligt war, die allerdings insgesamt nur drei Filme drehte (1937 Vessel of Wrath und 1938 St. Martin’s Lane). Koproduzent und Mitinhaber der Mayflower Productions war der aus Deutschland emigrierte Produzent und Regisseur Erich Pommer, den Hitchcock schon seit der Zusammenarbeit bei der deutsch-englischen Filmproduktion Die Prinzessin und der Geiger (The Blackguard, 1925) kannte, an der Hitchcock als Autor und Szenenbildner beteiligt war.
Die Pläne für einen gemeinsamen Film wurden bereits im Herbst 1936 bei einem Festessen eines Filminstituts in London geschmiedet, bei dem Hitchcock durch Zufall auf Laughton und Pommer traf.
Riff-Piraten war einer der wenigen Ausflüge des Krimi-Spezialisten Hitchcock in den Kostümfilm, mit einem Charles Laughton, der durch seine Darstellung des Bösewichts den ganzen Film beherrscht. In seinem Perfektionismus ließ er sich sogar eine falsche Nase aufkleben, um besser als öliger, aufgeblasener Landjunker durchzugehen, und agierte in seiner typischen Art, die als „Laughtonismus“ bezeichnet wurde, mit bombastischen Gesten und exzentrischen Ticks. So weigerte er sich zum Beispiel, gehend oder stehend gefilmt zu werden, bis er eine bestimmte Bewegung oder Haltung perfektioniert hatte.
Hitchcock war diese Arbeitsweise zuwider, und in Interviews beklagte er stets die Manierismen und die „unseriöse Arbeitsweise“ Laughtons, der seiner Meinung nach nichts vom Film verstand. Mit dieser Beurteilung des Oscar-Preisträgers wich Hitchcock jedoch erheblich von derjenigen anderer Spitzenregisseure ab.
Für die noch ziemlich unbekannte 18-jährige Maureen O’Hara war Riff-Piraten nach zwei unbedeutenderen Filmen ihr Startpunkt zu einer erfolgreichen Hollywood-Karriere – sie folgte ihrem Förderer Laughton nach Amerika und drehte an seiner Seite den Welterfolg Der Glöckner von Notre Dame.
Nach Beendigung der Dreharbeiten verließ Hitchcock Anfang März 1939 England und begann in den USA seine Hollywoodkarriere mit dem nächsten Film, Rebecca (1940), ebenfalls eine Verfilmung eines Romans von Daphne du Maurier. Produzent David O. Selznick hatte die Filmrechte an Rebecca bereits vor dem Beginn der Dreharbeiten an Riff-Piraten für 50.000 US-Dollar erworben, nachdem Hitchcock einen Vorabdruck gelesen und ihn Selznick empfohlen hatte. Ursprünglich wollte Hitchcock die Rechte selber kaufen, die Forderungen der Agentin von du Maurier und die Unsicherheit, eine Produktionsgesellschaft dafür zu interessieren, ließen ihn aber vom Erwerb der Rechte absehen.

## Synchronisation
Die deutsche Synchronbearbeitung entstand 1951 in den Alster Studios Synchron GmbH Hamburg. Das Dialogbuch verfasste Karl Peter Mösser, Synchronregie führte Hans Harloff.
| Rolle                  | Darsteller       | Synchronsprecher    |
| ---------------------- | ---------------- | ------------------- |
| Sir Humphrey Pengallan | Charles Laughton | Josef Dahmen        |
| Mary                   | Maureen O’Hara   | Ruth Leuwerik       |
| Trehearne              | Robert Newton    | Herbert Fleischmann |
| Mildred (Patience)     | Marie Ney        | Annemarie Schradiek |
| Sydney                 | Morland Graham   | Joseph Offenbach    |
| Kapitän Johnson        | John Longden     | Wolf Martini        |

## Kritiken
- Howard Barnes, ein Hitchcock üblicherweise wohlgesinnter Filmkritiker, attestierte dem Film in der New York Herald Tribune eine „einzigartige Langeweile und Uninspiriertheit. Charles Laughton zeigt schon fast so etwas wie Verachtung für das Medium Film und begnügt sich stets damit, eine Show abzuziehen, anstatt die emotionalen und psychologischen Faktoren in den Film einzubringen, die zusammengenommen eine gute Darstellung ausmachen. Hier hat er nur eine Selbstdarstellung geliefert und keine gute dazu.“

- „Ein effekthaschend grausamer Abenteuerfilm ohne Qualität.“[3]

- „Hitchcocks letzter englischer Film vor der Hollywoodkarriere spielt in einem Kulissen-England, dem man mühelos die Vorliebe des Spannungsmeisters für irreale Stimmungen und unwirkliche Schauplätze ansieht. Die Handlung des ironisch gebrochenen Piratenstücks schwankt zwischen Krimi, Melodram und Kostümschinken; schwarzweiße Bilder in raffinierter Ausleuchtung, jedoch eher schleppendes Kammerspiel als rasanter Krimi (…)“ (Wertung: 2½  Sterne = überdurchschnittlich).[4]